# Гробелно (Шентюр)
Гробелно (словен. Grobelno) — поселення в общині Шентюр, Савинський регіон, Словенія. 
Висота над рівнем моря: 265м.